# Beatrice Sola
 Beatrice Sola, née le 11 février 2003 à Trente, est une skieuse alpine italienne.

## Biographie
Début mars 2022, elle prend la 8e place du slalom des championnats du monde juniors à Panorama (en). À la fin mars, elle se classe 5e dans le slalom du festival olympique de la jeunesse européenne à Vuokatti, et prend la seconde place de l'épreuve par équipes de cette compétition.
En décembre 2022, elle fait ses débuts en Coupe du monde dans le slalom de Sestrières. En janvier 2023, elle monte sur son premier podium de Coupe d'Europe en prenant la seconde place du slalom de Pozza di Fassa. Ce même mois, elle monte sur le podium des championnats du monde juniors à Saint-Anton avec une troisième place dans le slalom et dans le combiné (par équipes). En février 2023, elle participe à ses premiers championnats du monde (seniors) à Méribel et y prend la 30e place du slalom et la 8e dans l'épreuve par équipes. Elle termine à la 6e place du classement général de la Coupe d'Europe, à la 2e du classement du slalom à la 7e de celui du géant. Fin mars, elle est vice-championne d'Italie du combiné derrière Federica Brignone.
En 2023, elle prend la seconde place du classement général de la coupe sud-américaine de slalom. En février 2024, elle se classe 5e des championnats du monde juniors de slalom à Avoriaz et début avril elle sacrée championne d'Italie juniors de slalom à Pampeago.
En novembre 2024 elle marque ses premiers points en coupe du monde avec une encourageante 21e place dans le slalom de Gurgl. En décembre elle se blesse sérieusement le genou à l'entrainement à Val di Fassa et met fin à sa saison.

## Palmarès

### Championnats du monde
| Édition / Epreuve     | Slalom géant | Slalom | Parallèle | Team event |
| Mondiaux 2023 Méribel | Abandon      | 30e    | -         | 8e         |

### Coupe du monde
- 17 épreuves disputées (à fin mars 2025)
- Meilleur classement général : 105e en 2025 avec 10 points.
- Meilleur classement de slalom : 48e en 2025 avec 10 points.
- Meilleur résultat sur une épreuve de coupe du monde de slalom : 21e sur le slalom de Gurgl le 23 novembre 2024.

#### Classements
| Saison / Épreuve | Saison / Épreuve | Général | Général | Descente | Descente | Super G | Super G | Géant  | Géant  | Slalom | Slalom | Combiné | Combiné |
| ---------------- | ---------------- | ------- | ------- | -------- | -------- | ------- | ------- | ------ | ------ | ------ | ------ | ------- | ------- |
| Saison / Épreuve | Saison / Épreuve | Class.  | Points  | Class.   | Points   | Class.  | Points  | Class. | Points | Class. | Points | Class.  | Points  |
| 2025             | 2025             | 105e    | 10      | -        | -        | -       | -       | -      | -      | 48e    | 10     | -       | -       |

### Championnats du monde juniors
| Épreuve / Édition                  | Descente | Super G | Slalom géant | Slalom | Combiné | Team event |
| Mondiaux 2022 Panorama (en)        | -        | Abandon | 19e          | 8e     | -       | 6e         |
| Mondiaux 2023 Saint-Anton          | -        | -       | Abandon      | Bronze | Bronze  | -          |
| Mondiaux 2024 Les Portes du Soleil | -        | -       | 15e          | 5e     | -       | -          |

### Coupe d'Europe
Meilleurs résultats :
- 2 podiums en slalom à Pozza di Fassa et Vaujany en janvier 2023

#### Classements
| Saison / Épreuve | Saison / Épreuve | Général | Général | Descente | Descente | Super G | Super G | Géant  | Géant  | Slalom | Slalom | Combiné | Combiné |
| ---------------- | ---------------- | ------- | ------- | -------- | -------- | ------- | ------- | ------ | ------ | ------ | ------ | ------- | ------- |
| Saison / Épreuve | Saison / Épreuve | Class.  | Points  | Class.   | Points   | Class.  | Points  | Class. | Points | Class. | Points | Class.  | Points  |
| 2021             | 2021             | 177e    | 5       | -        | -        | -       | -       | -      | -      | 75e    | 5      | -       | -       |
| 2022             | 2022             | 59e     | 133     | -        | -        | -       | -       | -      | -      | 19e    | 133    | -       | -       |
| 2023             | 2023             | 6e      | 646     | -        | -        | -       | -       | 7e     | 227    | 2e     | 419    | -       | -       |

### Festival Olympique de la Jeunesse Européenne
| Édition/Épreuve    | Slalom géant | Slalom | Team event |
| FOJE 2022 Vuokatti | -            | 5e     | Argent     |